# Caucase
Cet article concerne les montagnes situées en Eurasie, sur Terre. Pour la chaîne de montagnes sur la Lune, voir monts Caucase.
Pour les articles homonymes, voir Caucase (homonymie).
Cette page contient des caractères spéciaux ou non latins. S’ils s’affichent mal (▯, ?, etc.), consultez la page d’aide Unicode.
 (janvier 2017).
Le Caucase (en russe : Кавказ, Kavkaz ; en géorgien : კავკასია, Kawkasia ; en arménien : Կովկաս, Kovkas ; en azerbaidjanais : Qafqaz ; en kurde : Qefqasya ; en turc : Kafkas ; en persan : قفقاز) est une région d'Eurasie constituée de montagnes qui s'allongent sur 1 200 km, allant du détroit de Kertch (mer Noire) à la péninsule d'Abşeron (mer Caspienne). Le point culminant du Caucase est l’Elbrouz à 5 643 m d’altitude.
La géographie européenne considère traditionnellement le Caucase comme marquant la séparation entre l'Europe (au nord) et l'Asie (au sud), mais les géographies géorgienne et arménienne le considèrent comme entièrement européen et placent la limite de l'Europe sur l'Araxe et la frontière turque. Dans un cas comme dans l'autre, il est considéré comme le massif montagneux le plus élevé d'Europe, ses plus hauts sommets étant sur la ligne de partage des eaux principale du Grand Caucase ou au nord de celle-ci.
Le Caucase est partagé entre le Caucase du Sud, aussi appelé Transcaucasie, englobant la Géorgie, l'Arménie, l'Azerbaïdjan et la région de Kars (Turquie), et le Caucase du Nord, appelé Ciscaucasie, situé en Russie et incluant les républiques de Karatchaïévo-Tcherkessie, de Kabardino-Balkarie, d'Ossétie du Nord, d'Ingouchie, de Tchétchénie et du Daghestan. Administrativement, la Ciscaucasie inclut aussi la république d'Adyguée, le kraï de Stavropol et le kraï de Krasnodar.

## Géographie

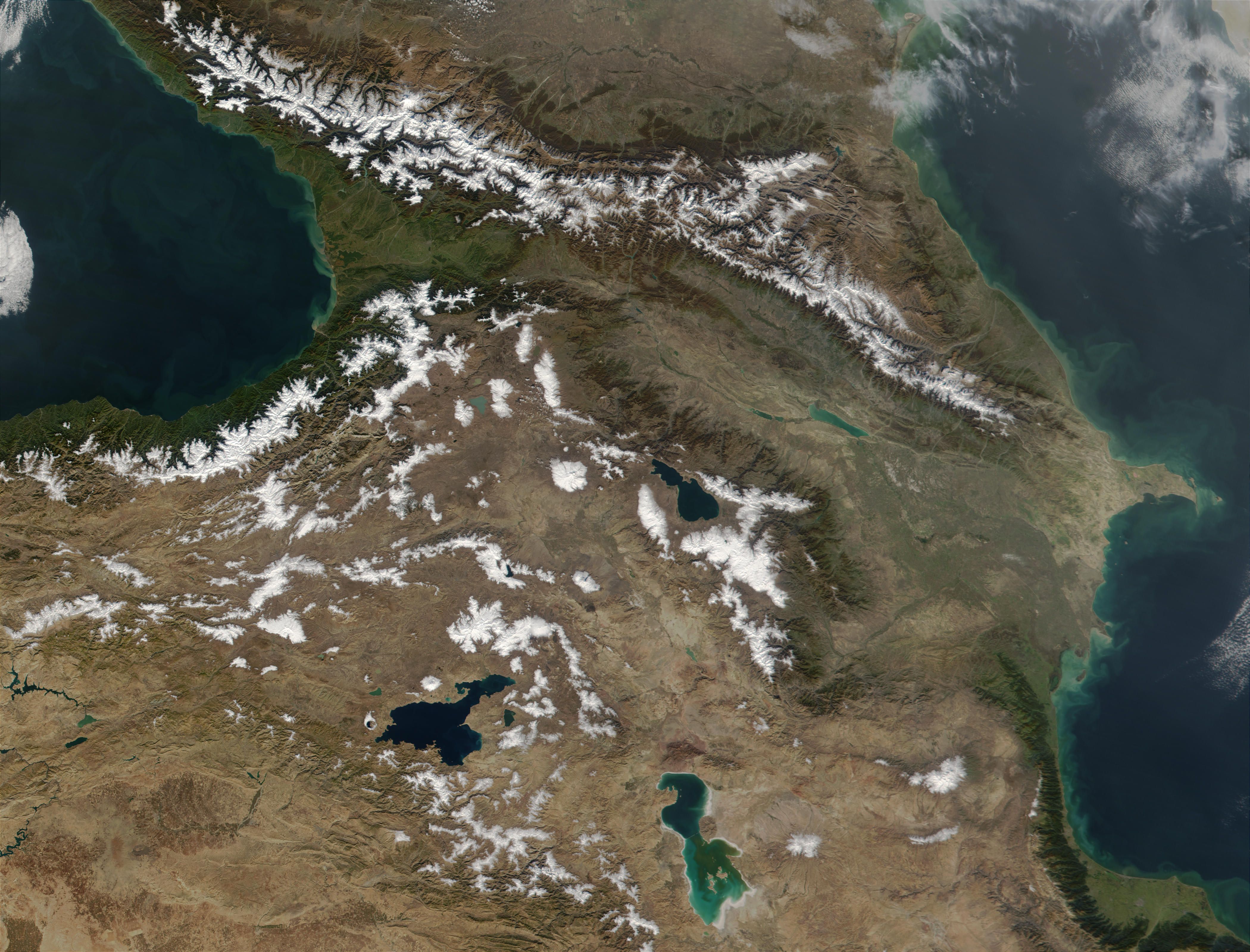
Le Caucase vu de l'espace.

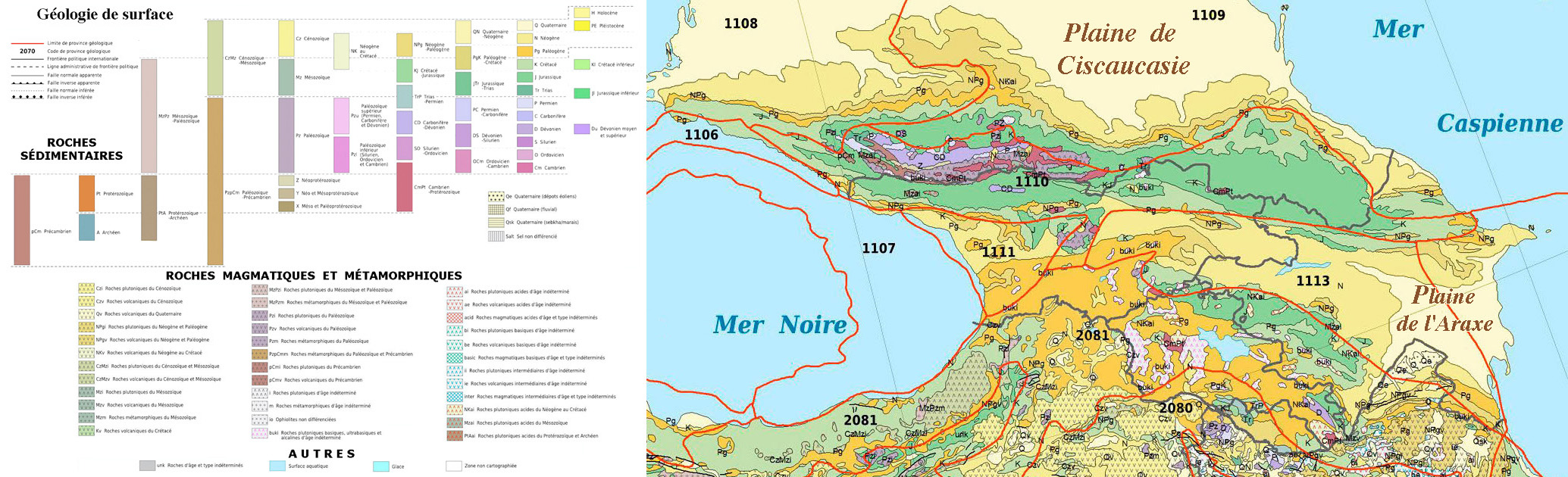
Carte géologique de la région du Caucase.

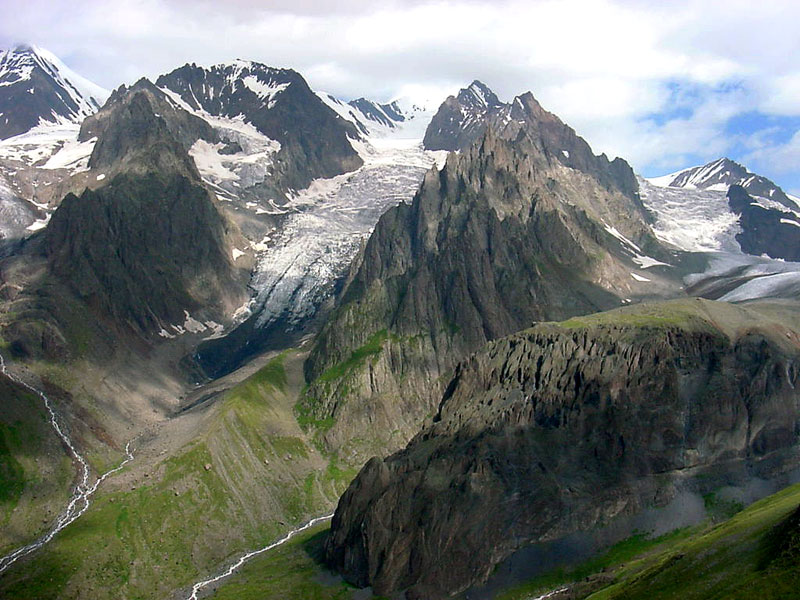
Montagnes et glaciers caucasiens.

La chaîne, rectiligne, ne prend une certaine hauteur qu'à environ 300 km du détroit de Kertch et culmine, dans sa partie centrale, avec de vastes massifs volcaniques englacés :
- l'Elbrouz, 5 643 m (Russie), le plus haut sommet de la Russie et d'Europe ;
- le Dykh-Taou, 5 204 m (Russie) ;
- le Chkhara, 5 193 m (Géorgie/Russie), le plus haut sommet de la Géorgie ;
- le Kochtan-Taou, 5 152 m (Russie) ;
- le Djanghi-Taou, 5 058 m (Russie/Géorgie) ;
- le mont Kazbek, 5 047 m (Géorgie) ;
- le pic Tetnouldi, 4 858 m (Géorgie) ;
- le mont Ouchba, 4 710 m (Géorgie) ;
- le Ouilpata (ru), 4 649 m (Russie) ;
- le Bazardüzü, 4 466 m (Azerbaïdjan/Russie), le plus haut sommet d'Azerbaïdjan.

Alors que le Caucase central est couvert de nombreux glaciers, le Caucase occidental est le domaine de la forêt et le Caucase oriental, plus bas et plus sec, est une région presque désertique. Le contraste est moins visible entre le versant nord et le flanc sud. Le Caucase ne comporte pas de vallée longitudinale susceptible de le compartimenter et d'atténuer son rôle d'obstacle. Au centre, il est franchi par plusieurs routes, dont celle de la vallée du Terek menant au col de la Croix (2 388 m) par le défilé de Darial. Entre le Grand Caucase et le Petit Caucase, la Transcaucasie s'étend sur 700 km de long, entre la mer Caspienne et la mer Noire. C'est une région complexe qui associe des bassins d'effondrement bien développés : la Colchide à l'ouest et la plaine d'Azerbaïdjan à l'est. Au centre, les couloirs parallèles de la Koura moyenne, du Iori et de l'Alazani, ainsi que la plaine de Gori s'étagent entre 150 et 700 m. Au sud, les montagnes de Turquie, de Géorgie et d'Arménie constituent le troisième secteur du Caucase, le Petit Caucase, dont l'altitude moyenne avoisine 2 000 m. La chaîne est toutefois interrompue par de vastes massifs volcaniques qui font alterner coulées massives et tufs ; à l'ouest du lac Sevan, l'Aragats (80 km de largeur) constitue la partie la plus élevée du massif volcanique de l'Alaghez (4 095 m), point culminant du Petit Caucase, en Arménie. De nombreux bassins intérieurs sont dominés par des sommets qui restent enneigés jusqu'en été.
Le Caucase possède des gisements de métaux non ferreux et des réserves de pétrole (Azerbaïdjan et les régions de Maïkop et de Grozny).
Les trois grands lacs de la Transcaucasie (lac d'Ourmia, lac de Van, lac Sevan) ont permis à diverses cultures de se développer.

## Populations

Extension urbaine dans le Caucase.

Le Caucase, étant de tout temps un massif-refuge, est une des régions les plus composites du monde sur le plan ethnique : on y parle encore une bonne centaine de langues et dialectes différents appartenant surtout à la très ancienne famille linguistique des langues caucasiennes (60 à 70 langues), mais aussi aux familles indo-européenne, turco-mongole et sémitique. Des dizaines de peuples y cohabitent, les uns présents depuis des milliers d'années, d'autres depuis quelques siècles comme les Russes. Il ne s’agit pas ici de faire une étude ethnologique détaillée, mais la diversité extrême des populations qui vivent dans le Caucase conditionne une partie des crises que rencontre la région à l’heure actuelle et représente pour cette raison une « véritable grille de lecture » de ses tensions géopolitiques.

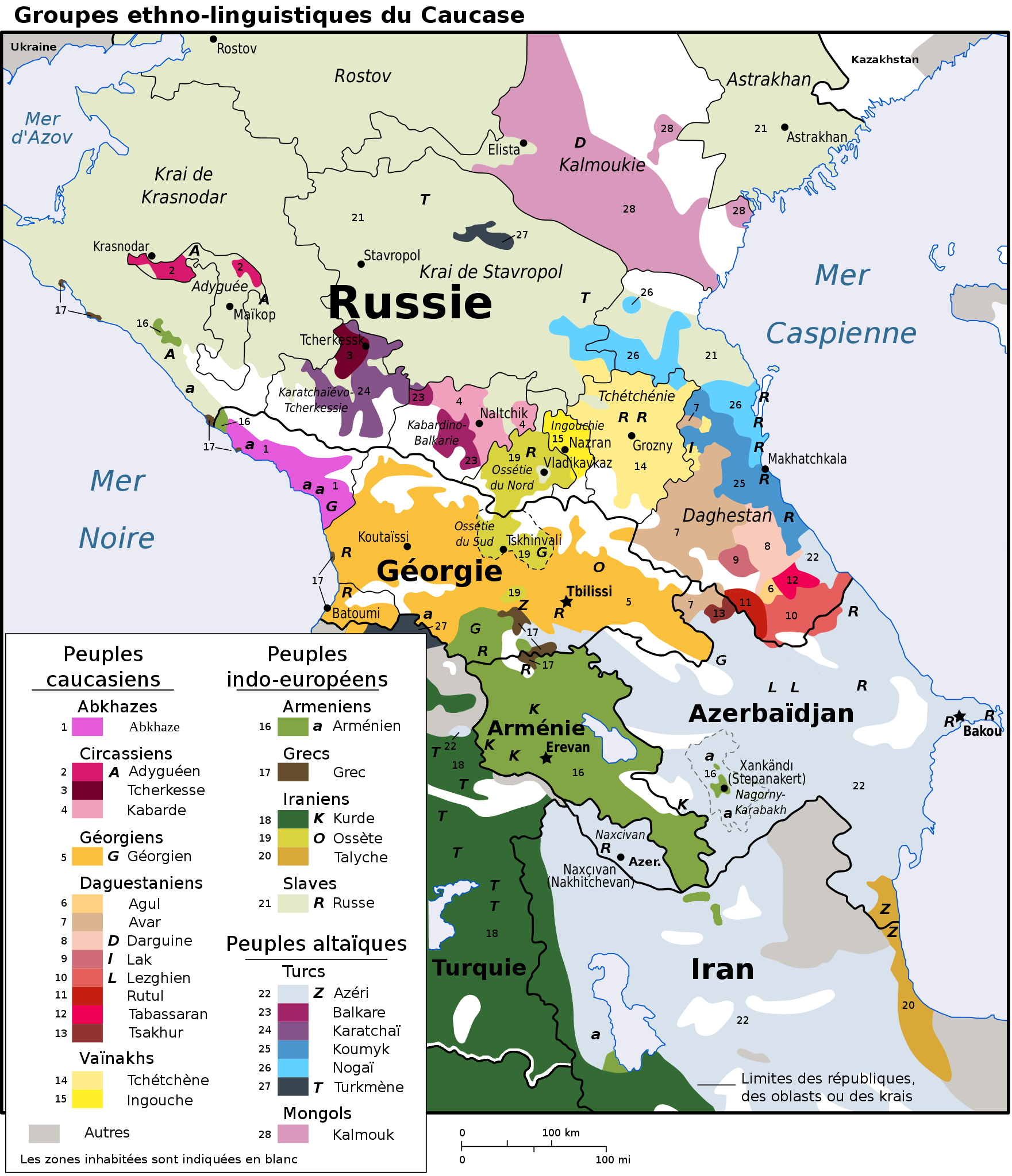
Carte ethnolinguistique du Caucase réalisée par la CIA, actualisée pour 2023.

D’un point de vue ethnologique, les populations peuvent être classées en trois familles principales : le groupe caucasique, présent depuis la préhistoire, comprend les Géorgiens, les Tchétchènes, les Ingouches, les Abkhazes, les Tcherkesses et la plupart des peuples du Daghestan (Avars, Lezghiens…). Les peuples indo-européens sont les Arméniens, les Russes (arrivés à partir le XVIIIe siècle, d’abord des Cosaques, puis des agriculteurs et ouvriers), et les peuples iraniens (Ossètes et Kurdes), sans oublier quelques Grecs. Enfin, le Caucase rassemble de nombreux peuples turciques ou turcisés, aux langues proches du turc, venus d’Asie centrale. Ce sont principalement les Azéris, les Nogaïs, les Koumyks, les Karatchaïs ou les Balkars. La carte ci-contre montre cette grande diversité, qui fut souvent, et est encore, instrumentalisée par le jeu géopolitique des grandes puissances du sud ou du nord.
Sur le plan religieux, le Caucase compte au moins cinq religions : juive, orthodoxe, monophysite (christianisme professant que le Christ n'a qu'une nature divine), musulmane (sunnite, chiite) et bouddhiste. Si on fait abstraction de la minorité juive et de la minorité bouddhiste, le Caucase peut être sommairement divisé en une moitié musulmane et une moitié chrétienne. Si on adopte le point de vue du « choc des civilisations » énoncé par Samuel Huntington, on peut y voir une ligne de fracture entre ces deux grands monothéismes. Les musulmans sunnites résident en Ciscaucasie, au nord et à l’ouest de la Transcaucasie, tandis que l’Azerbaïdjan est majoritairement chiite et a d'ailleurs longtemps appartenu à l'Empire perse. Les Arméniens, les Russes, les Géorgiens et une partie des Abkhazes sont, quant à eux, orthodoxes ; quelques communautés juives ancestrales subsistent. La géopolitique explique par exemple l’exode de centaines de milliers de musulmans vers l’Empire ottoman lors de l’avancée russe dans la région au XIXe siècle. Quant à la Géorgie orthodoxe, elle a été rattachée à l’Empire russe à la suite de sa demande de protection à la fin du XVIIIe siècle face à la domination des Ottomans.

## Mythologie
Dans la mythologie grecque, Prométhée (en grec ancien Προμηθεύς / Promêtheús) fut attaché sur le mont Caucase par Zeus (en grec ancien Ζεύς / Zeús) pour le punir d'avoir donné le feu aux hommes. L’aigle du Caucase venait chaque jour ronger le foie de Prométhée, enchaîné à un rocher. Comme ce dernier était immortel, l’organe repoussait aussitôt, et le dieu subissait un véritable supplice. L'aigle du Caucase (aussi appelé « chien ailé de Zeus », considéré comme le fils de Typhon et d'Échidna) fut tué par Héraclès qui délivra Prométhée. Mais les peuples du Caucase avaient, avant d’être christianisés ou islamisés, leurs propres mythologies dont les mieux connues sont la géorgienne et l’arménienne.

## Histoire
Atteint au VIIIe siècle av. J.-C. par les navigateurs grecs, surtout milésiens, le littoral du Pont Euxin est jalonné de nombreuses colonies grecques. Le Caucase est alors peuplé de non indo-européens (Ibérie du Caucase) et d’indo-européens (Arméniens, Cimmériens, Alains), qui subissent les influences mèdes, perses, parthes et romaines, et qui sont progressivement christianisés à partir du IVe siècle. Point de contact entre les civilisations byzantine et arabe pendant le haut Moyen Âge, le Caucase est conquis à partir du XIe siècle par les Seldjoukides, qui établissent leur domination sur la région pendant un siècle avant que, au XIIIe siècle, les invasions mongoles la remettent en cause. Entre le XIe et le milieu du XIIIe siècle, une civilisation s’épanouit dans les royaumes chrétiens d’Arménie et de Géorgie. Après la chute de Constantinople aux mains des Ottomans (1453), ces royaumes, isolés du monde chrétien, se replient sur eux-mêmes et passent au XVIe siècle sous domination ottomane à l’ouest et perse à l’est, tandis que les Circassiens et les Nogaïs tiennent le versant nord.

### Exploration
Il reste peu de textes anciens (autres que religieux ou poétiques), aussi bien de résidents que d’étrangers de passage. Cependant, parmi les témoignages (généralement) de première main, les descriptions ou récits de voyageurs sont historiquement dignes d’intérêt.

### Expansion russe
L’arrivée des forces russes au Caucase débute au XVIIe siècle, mais la russification n’est effectivement entreprise qu’à partir de la fin du XVIIIe siècle ; après l’annexion de la Géorgie centrale en 1801, la guerre contre la Perse et l’Empire ottoman (1805-1829) permet aux Russes de s’emparer de la région d’Erevan. Si les chrétiens du Caucase accueillent plutôt bien l’arrivée des Russes, la farouche résistance des montagnards musulmans ne prend fin qu’avec la reddition, en 1859, de l’émir Chamil.

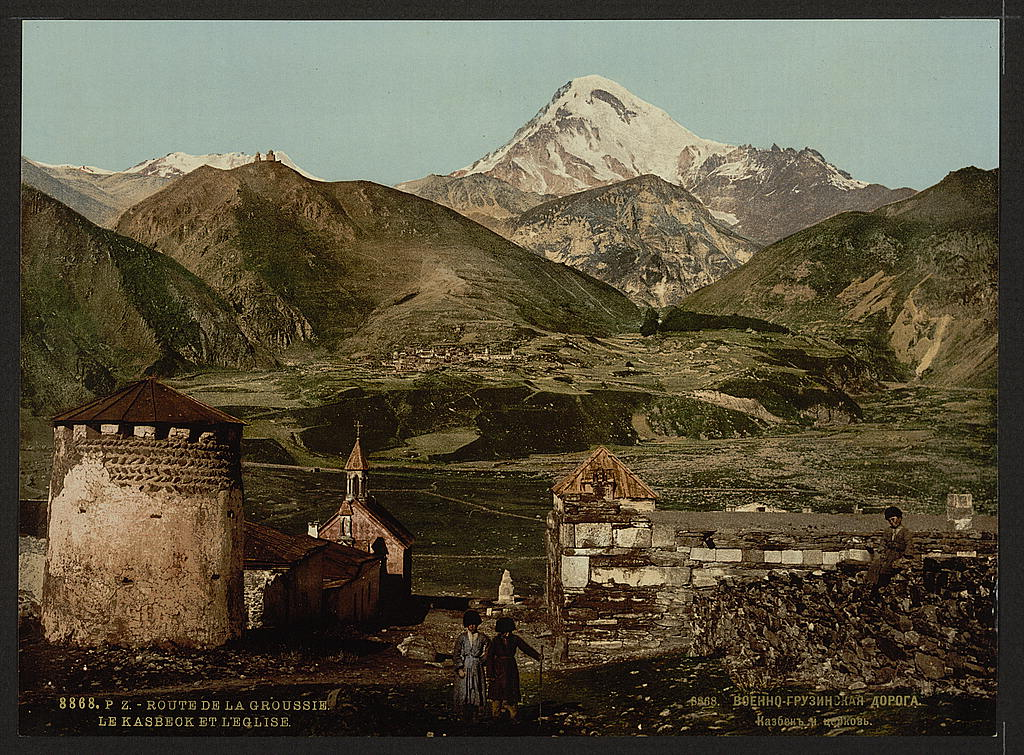
La construction de la route militaire géorgienne fut un facteur-clé de la conquête russe du Caucase.

L’intérêt stratégique de la Russie pour le Caucase, entre mer Noire et mer Caspienne, a été décisif dans sa politique d’expansion du XVIIIe au XIXe siècle. L’Empire russe, avec sa population en croissance rapide, s’est agrandi dans toutes les directions depuis le XVIe siècle (Finlande, mer Baltique, Oural, Sibérie, bouches du Danube, Caucase, Caspienne, Turkestan). Des Cosaques russes s’installent dans la plaine tchétchène à la fin du XVIe siècle. À la fin du XVIIIe siècle, la Géorgie et l’Arménie s’adressent à la Russie pour lui demander sa protection contre les razzias musulmanes. Le 21 mai 1864, la guerre russo-caucasienne s’achève et le pouvoir russe s’installe définitivement.
Parmi les peuples musulmans submergés par l’avancée militaire, territoriale et démographique de l’Empire russe à cette époque, en direction de la région de la mer Noire et du Caucase, on trouve les Circassiens (Adyguéens, Kabardes, Tcherkesses), les Nogays, les Tatars de Crimée et les Tchétchènes, tous en partie expulsés vers l’Empire ottoman, et dont il ne reste plus grand-chose aujourd’hui dans la région, mais qui, plus de deux cents ans après, forment toujours de grosses diasporas dans les pays musulmans (surtout en Turquie). L'histoire de ces diasporas est méconnue en Europe, au contraire de celle des Arméniens ou des Assyriens chrétiens. Ce recul des populations musulmanes face à l’avancée militaro-coloniale russe et de son avant-garde cosaque, a permis aux colons chrétiens russes, biélorusses et ukrainiens de repeupler la région de la Ciscaucasie jusqu'aux contreforts septentrionaux de Transcaucasie. Les meilleures terres, le bétail et les haras furent confisqués aux peuples musulmans et données aux Cosaques, les autochtones étant poussés vers les hautes vallées moins fertiles des montagnes du Caucase septentrional.

### Période soviétique
À la suite de la guerre civile russe, les bolcheviks prennent le pouvoir dans le Nord-Caucase et forment une République soviétique du Kouban et de la mer Noire qui combat la République démocratique fédérative de Transcaucasie, à tendance socialiste modérée, qui proclame son indépendance le 24 février 1918 avant de donner naissance à trois nouveaux États : la République démocratique de Géorgie le 26 mai, la République démocratique d'Arménie et de la République démocratique d'Azerbaïdjan le 28 mai. Les bolcheviks combattent ces républiques trop « bourgeoises » pour eux, et mettront deux ans à les soviétiser : la République socialiste soviétique d'Azerbaïdjan est proclamée le 28 avril 1920, la République socialiste soviétique d'Arménie le 29 novembre de la même année, et la République socialiste soviétique de Géorgie le 25 février 1921. Du 12 mars 1922 au 5 décembre 1936, elles sont regroupées au sein de la République socialiste fédérative soviétique de Transcaucasie, membre de l’Union soviétique.
À la fin de l’année 1936, la Transcaucasie est dissoute, laissant à nouveau place aux trois républiques soviétiques géorgienne, arménienne et azérie. De juillet 1942 à janvier 1943, au nord du Caucase, les forces allemandes visent le pétrole de Bakou, pour alimenter l’appareil de guerre nazi proche de la pénurie. Cette offensive ne parvient pas à entrer en Transcaucasie (symboliquement, des alpinistes nazis hissent leur drapeau sur le mont Elbrouz) mais Staline et le NKVD pensent que les services secrets de l’amiral Wilhelm Canaris pourraient avoir infiltré certains peuples du Caucase du Nord, prêts à collaborer avec l’Allemagne pour s’émanciper du joug russe. À titre préventif, un million et demi de personnes sont donc déportées en masse vers les steppes de l’Asie centrale. Ces « peuples punis » n’ont été réhabilités qu’en 1956 par Khrouchtchev, qui les autorise à rentrer au pays, dans des régions alors désertifiées ou peuplées par d’autres ethnies qui ont entre-temps repris les terres. Peu avant la disparition de l'URSS, Moscou a reconnu le caractère diffamatoire, illégal, criminel et génocidaire des déportations staliniennes,.
De la fin de la Seconde Guerre mondiale à l'effondrement de l'empire soviétique, les pays du Caucase suivent l'histoire de l'URSS. Entre la mort de Staline et la chute de l'URSS, la région connut un calme relatif ponctué de courtes crises qui venaient rappeler à chaque décennie l’équilibre précaire de la région. Des émeutes eurent lieu en Tchétchénie en 1957, à la suite de l’opposition de la population aux installations pétrolières qui dégradaient la qualité de l’environnement. Ce mouvement cachait mal l’hostilité grandissante de la population à l'égard de la présence soviétique et le peu de bénéfice que les Tchétchènes tiraient de la production et du transit d’hydrocarbures sur leur territoire. En 1978, la Géorgie fut secouée par des manifestations massives d’étudiants et de citoyens qui contestaient le projet de Brejnev de priver le géorgien de son statut de langue d’État de la république de Géorgie : cette réforme maladroite avait alors enflammé les passions identitaires, et ce feu ne s’éteindra plus jusqu’à l’indépendance de la Géorgie, une décennie plus tard. L'Abkhazie demanda également pendant cette période post-stalinienne son rattachement à la République socialiste fédérative soviétique de Russie pour faire la jonction avec les Abkhazes de Transcaucasie. Le terrain était préparé pour une rupture : en filigrane s’exprimait l’appel, de plus en plus pressant, des nationalismes et des revendications identitaires. La chute de l'URSS allait leur permettre de s’exprimer.

### Indépendances et conflits

Carte géopolitique du Caucase.

Après 1989, la disparition de l'URSS a permis la création de trois nouveaux États (l'Arménie, la Géorgie et l'Azerbaïdjan), anciennes républiques soviétiques, alors que les six républiques dites « autonomes » de Ciscaucasie sont restées au sein de la fédération de Russie. Les trois nouveaux États indépendants ont été confrontés à de graves difficultés économiques et déchirés par de multiples conflits : l'Arménie et l'Azerbaïdjan se disputent le Haut-Karabagh, alors que la Géorgie doit faire face au séparatisme en Abkhazie, ainsi qu'en Ossétie du Sud et en Adjarie.
Peu de temps avant la dislocation de l'Union soviétique en 1991, un mouvement d'indépendance se forme en Tchétchénie, alors que la Russie refuse toute sécession. Le général Djohar Doudaev, ancien pilote de chasse de l’Armée rouge, prend le pouvoir à la suite d'un coup d'État mené le 5 septembre par le Comité exécutif du Congrès national tchétchène. Le discours anti-communiste, nationaliste et social de Doudaev s'oriente vite vers un discours de libération nationale et religieuse avec une référence historique forte, ce qui enflamme les masses. L'indépendance est déclarée le 2 novembre 1991. Doudaev devient vite le symbole de la lutte pour l’émancipation visée par la résistance de Chamil au XIXe siècle. L'Ingouchie se sépare de la Tchétchénie rebelle le 4 juin 1992, en affirmant son attachement au centre fédéral.
Sous différents prétextes, deux guerres sanglantes et destructrices entre la Tchétchénie et la Russie éclatent en 1994-1996 et en 1999-2000.
La guerre d'Ossétie du Sud de 2008 a opposé la Géorgie et sa province séparatiste d'Ossétie du Sud depuis le 7 août 2008. La province a été soutenue militairement par des forces de l'armée russe et par une autre province séparatiste géorgienne, l'Abkhazie. Le conflit a envenimé les relations russo-géorgiennes, déjà très tendues, et a abouti à la reconnaissance de l'indépendance de l'Abkhazie et de l'Ossétie du Sud par la Russie le 26 août 2008, suivie par le Venezuela, le Nicaragua, et Nauru.
Dans ce contexte d'instabilité, Vladimir Poutine souhaite depuis son accession au pouvoir développer dans les républiques autonomes du Caucase du Nord un grand pôle de tourisme qui comprendrait sept stations de ski avec 1 100 km de pistes et un complexe balnéaire d'ici 2020. Moscou espère ainsi normaliser l'environnement sécuritaire et offrir aux populations locales de ces « républiques dotées » des perspectives d'emploi.

## Un échiquier politique

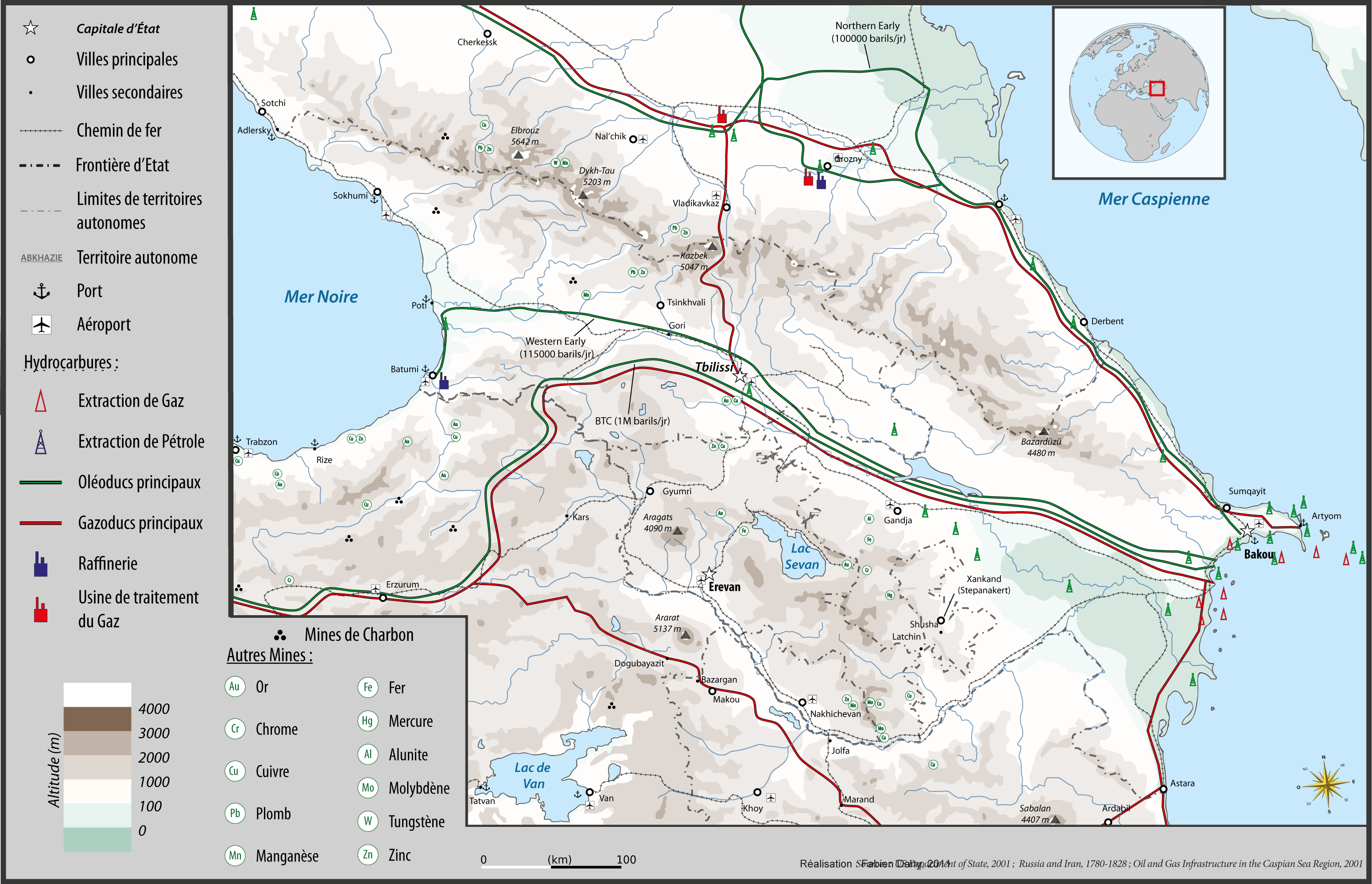
Carte des ressources naturelles dans le Caucase.

Malgré les oppositions de Moscou, Aslan Maskhadov est reçu à Tbilissi en août 1997 et à deux reprises à Bakou pour discuter d'une coopération pancaucasienne.
Dès la fin des années 1990, la région acquiert une certaine importance dans la pensée stratégique américaine. Le politologue américain Zbigniew Brzeziński met l'accent sur l'Azerbaïdjan et l'Ukraine comme « verrous » du continent eurasien. Dans la même veine, des programmes de coopération européens visent à désenclaver le Caucase et l'Asie centrale et à les relier aux marchés européens. Le TRACECA est un vaste programme institutionnalisé par plus de trente-deux États et treize organisations internationales, qui vise au rétablissement de la route de la soie. Le GUAM ex GUUAM, une alliance souvent présentée comme une CEI alternative regroupant la Géorgie, l'Ukraine, l'Azerbaïdjan et la Moldavie, est fondée en 1997 sous les auspices des États-Unis. En 1999 et 2000, la Géorgie est le troisième pays bénéficiaire de l'aide américaine par habitant, après Israël et l'Égypte.
Cet engagement accru des Américains et des Européens et le reflux russe ont des implications sur les orientations politiques des États du Sud caucasien. L'Azerbaïdjan envisage, en janvier 1999, d'abriter des bases de l'OTAN. En Géorgie, les accords sur la présence militaire russe sont progressivement dénoncés alors que les accords de coopération militaire avec les pays de l'OTAN se multiplient. L'implication des États-Unis en Géorgie demeure cependant limitée, au grand dam des autorités locales. L'espoir de Tbilissi de s'émanciper de l'influence russe en se plaçant sous la protection des États-Unis ne s'est pas réalisé, notamment parce que les conflits gelés d'Abkhazie et d'Ossétie du Sud, dans lesquels le poids de la Russie est toujours aussi fort, restent dans l'impasse,. Dans la foulée du 11 septembre 2001, la position géorgienne face au conflit tchétchène évolue rapidement : seul pays de la région à avoir accordé le statut de réfugiés aux civils fuyant les combats, la Géorgie a été contrainte d'infléchir sa politique dans un sens défavorable aux Tchétchènes, susceptibles d'être liés à un islamisme globalisé.